# 刘璠 (南北朝)
刘璠（510年—568年），字宝义，沛国相县（今安徽省淮北市西）人，南北朝时期的官员、文人。南朝梁著作郎刘臧的儿子。
刘璠年轻时喜好读书，擅长写文章。十七岁时，受到始兴王萧憺之子上黄侯萧晔的器重。刘璠当时年纪尚轻，没有做官的经历，却自恃有才气，与外戚张绾发生冲突。因此，他打算离开萧晔身边，却被萧晔挽留。后来，他跟随萧晔迁居淮南。母亲在建康病逝后，刘璠为母守丧，因过度哀伤而身形消瘦，丧期结束后的一年里，甚至需要拄着拐杖才能站立。萧晔在毗陵去世后，多数属官没过多久就离开了，唯独刘璠护送萧晔的灵柩返回建康，修建好坟墓后才离去。皇太子萧纲斥责了那些不送萧晔灵柩的人，唯独赞赏刘璠。刘璠最初担任王国常侍，但这个职位与他希望在边城建功立业的志向不符，他因此度过了一段抑郁不得志的日子。宜丰侯萧循出任北徐州刺史时，刘璠在其麾下担任轻车府主簿，兼任记室参军，掌管刑狱事务。萧循转任梁州刺史后，刘璠又在其麾下担任信武府记室参军，兼任南郑县令，后来又升任中记室，被任命为华阳郡太守。太清二年（548年），侯景之乱爆发，梁朝陷入混乱，萧循赏识刘璠的才能，将诸多权力交给他。萧循开设府署、设置佐史后，刘璠仍兼任记室，同时担任谘议参军。太清三年（549年），梁朝湘东王萧绎秉承皇帝旨意便宜行事，任命刘璠为树功将军、镇西府谘议参军，刘璠还在萧循麾下担任平北府司马。大宝三年（552年），武陵王萧纪在蜀地秉承皇帝旨意便宜行事，征召刘璠为中书侍郎。萧纪的使者往返八次，刘璠才最终进入蜀地。萧纪任命萧循为益州刺史，封其为随郡王，同时任命刘璠为萧循府中的长史，加授蜀郡太守一职。刘璠打算返回梁州，然而西魏达奚武的军队已经包围了南郑，他无法入城，于是向达奚武投降。当时，南郑的百姓对西魏的进攻进行了顽强抵抗，达奚武因此计划屠杀全城百姓，宇文泰也打算同意这一计划。刘璠极力向宇文泰请求停止屠杀，始终不肯退让。宇文泰最终被他说服，采纳了他的意见，同意保全城中百姓的生命和财产。萧循向西魏投降后进入长安。刘璠劝说宇文泰让萧循返回江南，宇文泰听从了他的建议。萧循希望能带刘璠一同返回，宇文泰却没有同意。刘璠随后担任西魏的中外府记室，不久又转任黄门侍郎、仪同三司。刘璠文采出众，萧循在汉中时，与萧纪往来的书信以及《答国家书》《移襄阳文》等，都是由刘璠撰写的。他还曾在病床上看到雪景有感而发，创作了《雪赋》。北周明帝初年，刘璠被任命为内史中大夫，掌管皇帝的诏令文书。不久，他被封为平阳县子。他为官清廉，却因不合时宜，被贬为同和郡太守。在任期间，他在少数民族治理方面颇有成效，有五百多家生羌前来归顺。当时，很多太守通过掠夺百姓来积累资产，唯独刘璠从不掠夺，还让自己的妻子儿女遵循羌人的风俗。洮阳郡、洪和郡的羌人百姓甚至跨越边境前来拜访刘璠，希望能让他处理诉讼。蔡公宇文广驻守陇右时，赞赏刘璠的善政。宇文广调任陕州时，想带刘璠一同前往，有七百多名羌人愿意跟随。陈公宇文纯驻守陇右时，征召刘璠为总管府司录，对他礼遇有加。天和三年（568年），刘璠去世，享年五十九岁。他的著作有《梁典》三十卷、《文集》二十卷，在当时广为流传。他的儿子刘祥继承了他的爵位。